# Голубянка римн
Голубянка римн (лат. Neolycaena rhymnus) — бабочка из семейства голубянки.

## Описание
Размах крыльев 20-25 мм. Верхняя сторона крыльев тёмно-коричневая, без рисунка. Бахрома по краю беловатая. Нижняя сторона крыльев тёмно-коричневая, светлее верхнее, с рисунком из белых пятен.
На переднем крыле несколько белых пятен — дискальное в виде точки. Внешний ряд пятен, смещённый к основанию за ячейкой, и 2 подкраевых ряда. На заднем крыле белый рисунок выражен сильнее: внешняя перевязь из пятен продолжается к заднему краю, имеются пятна рядом с дискальным. Пятна внутренней перевязи подкраевого ряда снаружи с чёрными крупыми точками, снаружи отграничены оранжевым ободком. У переднего края без чёрной точки. Внешний подкраевой ряд с чёрными жирными точками ковнутри от белых пятен. Иногда эти чёрные точки развиты слабо. Отличается от близких видов — отсутствие белого базального пятна на исподе заднего крыла, яркий оранжево-жёлтый кончик булавы усиков и белая окраска пятен внешнего ряда, резко отличимые от фона крыла.

## Ареал
Украина, Россия, Казахстан. В России встречается в степной зоне от границы с Луганской областью Украины до южного Приуралья, в Зауралье, Алтае, южном Прибайкалье. Ареал представлен отдельными изолированными популяциями.

## Местообитания
Степи с кустарниковой растительностью, равнины, в предгорьях до высоты 700—1400 метров над уровнем моря.

## Время лёта
Одно поколение в год — лёт в мае-июне.

## Размножение
Самка откладывает яйца одиночно на молодые веточки кормового растения. Яйца покрываются длинными волосовидными чешуйками с конца брюшка самки. Кормовое растение гусениц — карагана кустарниковая (Caragana frutex).

## Численность
Количественные учёты не проводились. Численность вида в местах его обитания может быть значительной, однако в целом сокращается.

## Замечания по охране
Занесён в Красную Книгу России (2 категория — сокращающийся в численности вид).